# 拉鲁·穆罕默德·佐赫里

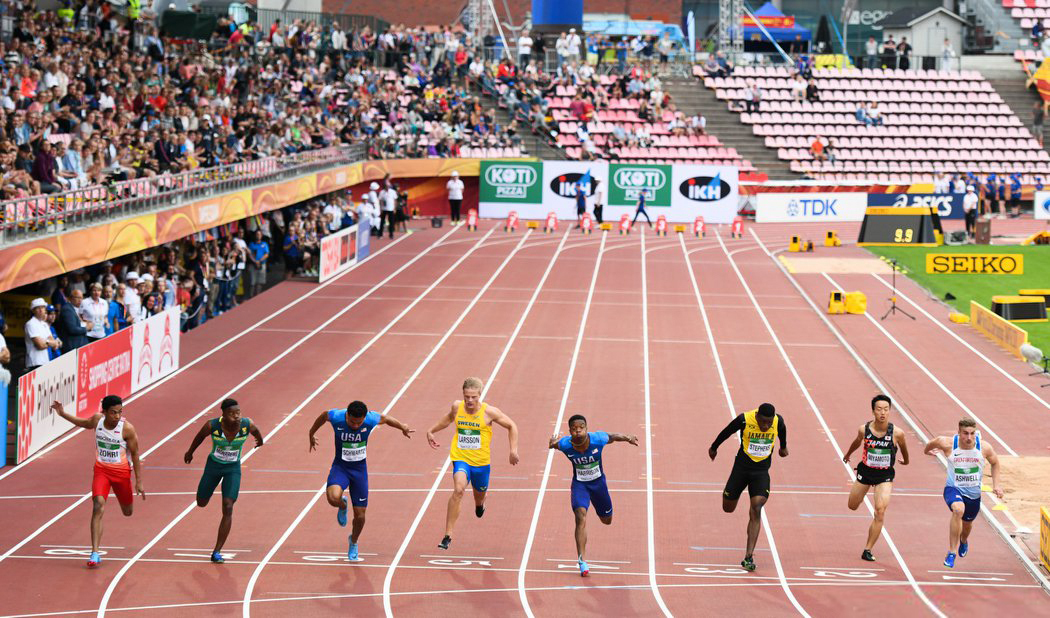
2018年世界U20田徑錦標賽100公尺決賽

拉鲁·穆罕默德·佐赫里（2000年7月1日—）是印尼男子田徑運動員。其雙親早故，生活窮困以至於買不起鞋。2018年世界U20田徑錦標賽，佐赫里以10.18秒（W：+1.2）奪得100公尺冠軍，成為第一位奪下世界青年田徑錦標賽100公尺金牌的亞洲人。

## 生平
佐赫里出生并成长于印度尼西亚西努沙登加拉省北龙目县一个名为West Pemenang的村庄，住在龙目岛东部一间木头与竹子搭建的屋子里。在家中四个孩子里他最为年少。母亲在他上小学的时候去世，父亲也在其17岁时撒手人寰。他生活潦倒，甚至无力买鞋，只能赤脚训练。他曾说服姐姐借给他400,000卢比购买一双钉鞋，以参加比赛，尽管这笔钱是来自于他自己的津贴。在日本举办的2018年亞洲青年田徑錦標賽中，他以10.27秒的速度夺得百米赛跑金牌。
在2018年世界U20田徑錦標賽中，佐赫里代表印度尼西亚参加100米預赛，并以10.296秒的成绩获得第一。在半决赛中，他以10.24秒的成绩位居第二，仅次于當時世界U18纪录保持者Anthony Schwartz。之后不到三个小时后的决赛中，他被分配到第八道。比赛开始后，佐赫里开端良好，紧随领头的施瓦茨。在跑到60米的时候，开始逐渐赶超。最后十米中，他超过施瓦茨，率先冲过终点。其记录为10.18秒（+1.2m/s），打破了印尼青年田径记录，略慢于Yanes Raubaba在2000年印尼田徑錦標賽中10.13秒（W：+1.4）的印尼国家记录。
佐赫里因此被视为民族英雄。印尼总统佐科·維多多下令将其居所翻新。同时他也被纳入由哈里·马拉指导的一支高水平运动员队伍中。
在2018年亞洲運動會田徑男子100公尺比賽时，他闯入决赛，但以10.20秒的成绩排名第七。4x100米比赛时，佐赫里及其队友获得银牌，其中，他为第二棒。

## 國際大型運動賽會
| 年   | 賽事               | 舉辦城市           | 名次  | 項目          | 記錄                |
| ---- | ------------------ | ------------------ | ----- | ------------- | ------------------- |
| 2017 | 東南亞學校運動會   | 新加坡             | 銀牌  | 200公尺       | 21.74秒             |
| 2018 | 亞洲青年田徑錦標賽 | 日本岐阜縣岐阜市   | 金牌  | 100公尺       | 10.27秒             |
| 2018 | 世界青年田徑錦標賽 | 芬兰坦佩雷         | 金牌  | 100公尺       | 10.18秒             |
| 2018 | 亞洲運動會         | 印度尼西亞雅加達   | 第7名 | 100公尺       | 10.20秒             |
| 2018 | 亞洲運動會         | 印度尼西亞雅加達   | 銀牌  | 4×100公尺接力 | 38.77秒（全國紀錄） |
| 2019 | 亞洲田徑錦標賽     | 杜哈               | 銀牌  | 100公尺       | 10.13秒             |
| 2019 | 世界接力賽         | 日本神奈川縣横浜市 | 7h1   | 4×100公尺接力 | 39.39秒             |
| 2019 | 世界田徑錦標賽     | 杜哈               | 6h6   | 100公尺       | 10.356秒            |
| 2021 | 夏季奧林匹克運動會 | 日本東京都         | 5h4   | 100公尺       | 10.254秒            |
| 2022 | 世界室內田徑錦標賽 | 塞爾維亞貝爾格勒   | 3h3   | 60公尺        | 6.58秒              |
| 2022 | 東南亞運動會       | 越南河內           | 第4名 | 4×100公尺接力 | 39.65秒             |
| 2022 | 東南亞運動會       | 越南河內           | 第4名 | 100公尺       | 10.59秒             |
| 2023 | 東南亞運動會       | 柬埔寨金邊         | 銅牌  | 200公尺       | 21.02秒             |
| 2023 | 東南亞運動會       | 柬埔寨金邊         | 金牌  | 4×100公尺接力 | 39.11秒             |
| 2023 | 東南亞運動會       | 柬埔寨金邊         | 4h2   | 100公尺       | 10.56秒             |
| 2023 | 亞洲運動會         | 中国浙江省杭州市   | 第6名 | 100公尺       | 10.16秒             |

## 統計
| 成績                    | 風速（m/s） | 反應時間 | 日期          | 地點                     | 地面條件（溼度，溫度，天氣狀況） |
| ----------------------- | ----------- | -------- | ------------- | ------------------------ | -------------------------------- |
| 10.03秒                 | +1.7        | 0.179秒  | 2019年5月19日 | 日本大阪府大阪市東住吉區 | 41%，25.5℃，Cloudy               |
| 10.10秒                 | -0.1        |          | 2022年8月9日  | 印度尼西亞三寶瓏         |                                  |
| 10.12秒                 | +2.0        | 0.166秒  | 2023年9月30日 | 中国浙江省杭州市滨江区   |                                  |
| 10.13秒                 | +1.5        | 0.163秒  | 2019年4月22日 | 杜哈                     | 52%，22℃，Partly cloudy          |
| 10.15秒                 | +1.4        | 0.174秒  | 2019年4月22日 | 杜哈                     | 41%，25℃，Partly cloudy          |
| 10.18秒                 | +1.2        | 0.131秒  | 2018年7月11日 | 芬兰坦佩雷               | 60%，21℃                         |
| 10.20秒                 | +0.8        | 0.145秒  | 2018年8月26日 | 印度尼西亞雅加達         | 72%，28℃，Clear sky              |
| 10.20秒                 | +0.1        |          | 2019年3月30日 | 马来西亚吉隆坡           |                                  |
| 10.22秒                 | -0.2        | 0.159秒  | 2023年9月29日 | 中国浙江省杭州市滨江区   |                                  |
| 10.24秒                 | +1.0        | 0.166秒  | 2018年7月11日 | 芬兰坦佩雷               | 56%，21℃                         |
| 平均約10.156638267744秒 |             |          |               |                          |                                  |

## 外部連結
- 拉鲁·穆罕默德·佐赫里在的頁面